# Cabildo (Cile)
Cabildo è un comune del Cile della provincia di Petorca nella Regione di Valparaíso. Al censimento del 2002 possedeva una popolazione di 18.916 abitanti.

## Società

### Evoluzione demografica
| Censimento del 1992 | Censimento del 2002 |
| 17.520 ab.          | 18.916 ab.          |